# Budapest bezárt temetőinek listája

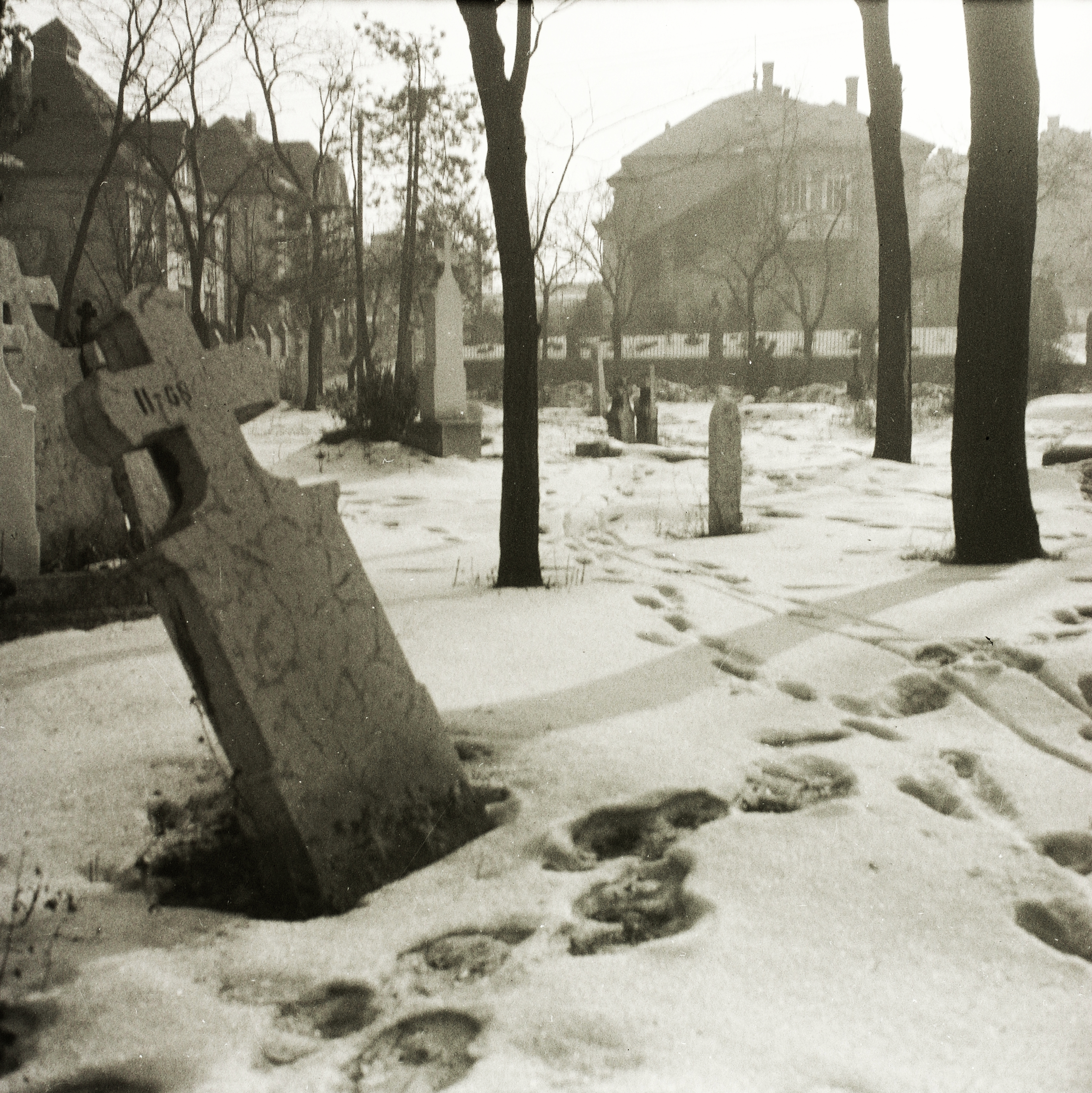
A mára már felszámolt úgynevezett tabáni temető részlete egy 1933-ban készült fényképen

Az alábbi oldal Budapest bezárt keresztény–világi temetőinek listáját tartalmazza. (A használatban lévő temetőket a Budapest működő temetőinek listája mutatja be.) Budapest mai területén a legrégibb időktől fogva voltak kisebb-nagyobb települések, amelyeknek természetesen a lakosai is itt temetkeztek el. Ezeknek a helye azonban nem mindig ismert, gyakran egészen váratlanul, a legutóbbi időkben is, jellemzően épületek elbontásakor kerülnek napvilágra, mint például 2019-ben ókori kelta temető az Óbudai Szeszgyár, vagy a kora újkori muszlim temető a Budapest Országúti Szent István első vértanú templom körül zajló munkálatok esetében. Az újabb idők minden sírja sincsen feltárva, erre példa a Budapest ostroma során elesett emberek maradványainak helye: 2015-ben a Széll Kálmán tér közelében, ugyancsak építési munkák során találtak ilyeneket.
A középkor folyamán elterjedt a volt a templomokban, illetve az azok körüli temetkezés úgynevezett cintermekbe, és ez a gyakorlat a kora újkorban is folytatódott. A mai értelemben vett budapesti temetők megjelenése történetében döntő év 1775, amikor Mária Terézia magyar királynő egészségügyi okokból rendeletben döntött a különálló temetők létrehozásáról. Az akkor létrejött, egyházi hovatartozást figyelembe vevő temetők közül azonban több már a XVIII. század végére betelt, és újakat kellett létrehozni helyettük. Mivel ezek többsége is betelt a XIX. század első felében, a XIX. második felétől kezdtek megjelenni a korábbiakhoz képest jóval nagyobb területű, már nem egyházi szempontú úgynevezett „köztemetők”. A legrégebbi működő budapesti temető is ezek közül való, ez az 1849-ben megnyitott, ma már inkább dísztemetőként nyilvántartott Fiumei úti sírkert. A legnagyobb, ugyancsak máig működő budapesti temető az 1886-ban megnyitott Új köztemető. Velük párhuzamosan azonban továbbra is léteztek kisebb temetők, amelyek közül több ma már nem üzemel. Ezeket sorolja fel az alábbi (nem teljes) lista.
A zsidók a keresztényektől eltérően a XIX. század második felétől is külön temetkeztek, ezért Budapest területén napjainkban is több (működő és bezárt) zsidó temető található. A lista a bezárt zsidó temetőket nem tartalmazza, azokat a Budapest zsidó temetőinek listája sorolja fel.

## Bezárt keresztény temetők

### I. kerület
| Név                | Kerület | Mai cím | Létrejötte | Megszűnése               | Megjegyzés                                                                                           |
| ------------------ | ------- | --- | ---------- | ------------------------ | --- |
| Városmajori temető | I.      | n. a. | n. a.      | XVIII. sz. vége          | |
| Régi tabáni temető | I.      | a mai Kemenes u. – Orlay u. közötti részen volt                                                            | 1775       | 1796                     | |
| Tabáni temető      | I.      | az Alkotás u. – Csörsz u. – Avar u. – Hegyalja út által közrefogott részen, a mai sportpálya helyén feküdt | 1796       | 1885 (felszámolás: 1930) | 1885-ben zárták be, 1916-ban volt az utolsó egyedileg engedélyezett temetés. 1930-ban számolták fel. |

### II. kerület
| Név                            | Kerület | Mai cím                   | Létrejötte | Megszűnése | Megjegyzés |
| ------------------------------ | ------- | ------------------------- | ---------- | ---------- | --- |
| Medve utcai temető             | II.     | 1027 Budapest, Medve utca | kb. 1740?  | n. a.      | |
| Kapás utcai temető             | II.     | 1027 Budapest, Kapás utca | n. a.      | 1740       | Buda első nagyobb köztemetője volt a mai Széna tér környékén volt a Margit krt. – Varsányi Irén u. – Kapás u. által határolt területen. |
| Pesthidegkúti régi temető      | II.     | n. a.                     | 1875       | 1908       | |
| Pesthidegkúti temető           | II.     | Budapest, Templom köz?    | kb. 1908   | 1936       | Helyét ma a Mosbach park foglalja el.                                                                                                   |
| Pesthidegkút Véka utcai temető | II.     | 1028 Budapest, Véka utca  | 1936       | 1949       | |

### III. kerület
| Név                                         | Kerület | Mai cím                      | Létrejötte | Megszűnése | Megjegyzés                                                   |
| ------------------------------------------- | ------- | ---------------------------- | ---------- | ---------- | ------------------------------------------------------------ |
| Kórház utcai temető                         | III.    | Budapest, Kórház u.          | 1788       | 1888       |                                                              |
| Kiscelli temető                             | III.    | Budapest, Folyóka utca       | 1780       | 1924       | Megszakításokkal használták. Csak svábok temetkeztek bele.   |
| József- és Mátyáshegyi közötti temető       | III.    | n. a.                        | 1800       | kb. 1837   |                                                              |
| a plébániatemplom melletti magaslati temető | III.    | n. a.                        | 1837       | kb. 1881   |                                                              |
| Táborhegy úti temető                        | III.    | Budapest, Táborhegy út       | 1881       | 1909       | Működését a gyakori földcsuszamlások nehezítették.           |
| Csillaghegyi temető                         | III.    | 1038 Budapest, Pusztakúti út | XIX. sz.?  | 1985 előtt | Megmaradt kápolnáját az 1985-ben nyílt Urnatemető használja. |

### IV. kerület
| Név                                    | Kerület | Mai cím                    | Létrejötte | Megszűnése | Megjegyzés |
| -------------------------------------- | ------- | -------------------------- | ---------- | ---------- | --- |
| Újpesti temető (Magdolnavárosi temető) | IV.     | 1045 Budapest, Pozsonyi út | 1890       | 1964       | 1964-ben felszámolták, helyére az 1970-es években a Pozsonyi úti lakótelep épült, a köznyelv emiatt "Szellemtelep"-nek nevezi. |

### VIII. kerület
| Név                      | Kerület | Mai cím                                                                                             | Létrejötte   | Megszűnése               | Megjegyzés                                                                                              |
| ------------------------ | ------- | --------------------------------------------------------------------------------------------------- | ------------ | ------------------------ | --- |
| Józsefvárosi régi temető | VIII.   | a mai Kálvária tér, Kálvária utca, Dugonics és Diószegi Sámuel utca által határolt területen feküdt | 1730-as évek | 1820-as évek             | Már 1755-re nagyrészt betelt.                                                                           |
| Józsefvárosi temető      | VIII.   | n. a.                                                                                               | 1824         | 1860 (felszámolás: 1890) | 1860-ig használták, később felszámolták. A temetői feszülete ma a Rezső téri templom mellett található. |

### IX. kerület
| Név                      | Kerület | Mai cím                                                   | Létrejötte | Megszűnése | Megjegyzés |
| ------------------------ | ------- | --------------------------------------------------------- | ---------- | ---------- | ---------- |
| Ferencvárosi régi temető | IX.     | a Mester utca (régen Temető utca) végénél helyezkedett el | n. a.      | 1874       |            |
| Ferencvárosi temető      | IX.     | a mai Haller tér helyén helyezkedett el                   | n. a.      | 1874       |            |

### XI. kerület
| Név                       | Kerület | Mai cím                                             | Létrejötte | Megszűnése                            | Megjegyzés |
| ------------------------- | ------- | --------------------------------------------------- | ---------- | ------------------------------------- | --- |
| Albertfalvai temető (I.)  | XI.     | 1116 Budapest, Ljubljana tér vagy Bornemissza tér ? | n. a.      | 1945 után (felszámolás: 1970-es évek) | A II. világháború után bezárták. Az 1970-es években helyére épült a 7A (most: 7-es) autóbusz végállomási fordulója. |
| Albertfalvai temető (II.) | XI.     | 1116 Budapest, Kőtár u. / Hunyadi János út.         | n. a.      | 1945 után (létezik)                   | A Savoya Park mellett található ez a rendkívül hosszú ideje elhanyagolt temető, melyet a II. világháborút követően bezártak. Később a Savoya Park részben a temető helyére épült. A megmaradt sírkertben az 1800-as, 1900-as évekből származó sírmaradványok találhatóak. |

### XII. kerület
| Név                | Kerület | Mai cím | Létrejötte | Megszűnése               | Megjegyzés |
| ------------------ | ------- | --- | ---------- | ------------------------ | --- |
| Vízivárosi temető  | XII.    | a mai Szent János Kórház helyén, a Szilágyi Erzsébet fasor és a Kútvölgyi lejtő által határolt területen feküdt                                                                             | 1785       | 1885 (felszámolás: 1931) | 1931-ben felszámolták, síremlékeit a Kerepesi, illetve a Németvölgyi temetőbe vitték, nagy részük mára eltűnt. |
| Németvölgyi temető | XII.    | a mai Gesztenyéskerten, a MOM Kulturális Központ, a Kongresszusi Központ, a Novotel Budapest City, a MOM Sport Uszoda és Sportközpont és a Larus Étterem és Rendezvényközpont helyén feküdt | 1885       | 1912 (felszámolás: 1963) | 1885 és 1894 között Buda legnagyobb sírkertje volt 1912-ben bezárták, de az ostrom idején átmenetileg újra megnyitották. A teljes felszámolást 1963-ban kezdték el. Helyén 1967-ben a Magyar Optikai Művek kapott engedélyt sportpálya építésére. Néhány évvel később készült el a NOVOTEL szálloda, 1984-ben pedig a Kongresszusi Központ. A terület véglegesítésekor hozták létre a Gesztenyés kertet. |

### XIII. kerület
| Név             | Kerület | Mai cím                                                  | Létrejötte | Megszűnése               | Megjegyzés                                          |
| --------------- | ------- | -------------------------------------------------------- | ---------- | ------------------------ | --------------------------------------------------- |
| Váci úti temető | XIII.   | a Lehel piac helyén volt; lásd a Lőportárdűlő szócikkben | 1790       | 1847 (felszámolás: 1874) | 1847-ig használták, de csak 1874-ben számolták fel. |

### XV. kerület
| Név                                            | Kerület | Mai cím                                                          | Létrejötte | Megszűnése               | Megjegyzés |
| ---------------------------------------------- | ------- | ---------------------------------------------------------------- | ---------- | ------------------------ | --- |
| Rákospalotai régi temető (Palotai öreg temető) | XV.     | a mai Czabán Samu téri szupermarket és környékén helyezkedett el | 1843       | 1909                     | |
| Pestújhelyi temető                             | XV.     | a mai Petrence utcánál                                           | n. a.      | 1950 (felszámolás: 1969) | 1950 után - mikor Pestújhelyt a XV. kerület részeként Budapesthez csatolták - temetkezni már nem lehetett ide, de a temető felszámolására csak 1969-ben került sor az Újpalotai lakótelep építésének megkezdésekor. |

### XVI. kerület
| Név                      | Kerület | Mai cím                        | Létrejötte | Megszűnése         | Megjegyzés |
| ------------------------ | ------- | ------------------------------ | ---------- | ------------------ | --- |
| Mátyásföldi temető       | XVI.    |                                | n. a.      | n. a.              | Beépítették a helyét. |
| Cinkotai öreg temető     | XVI.    | 1164 Budapest, Rózsalevél utca | n. a.      | 1950               | Budapest legnagyobb, Árpád-kori alapokra épült evangélikus temploma mellett áll. (Itt nyugszik Petőfi Sándor szlovák nagyapja és nagybátyja.) |
| Rákosszentmihályi temető | XVI.    | Gusztáv u.                     | n. a.      | 1930-as évek előtt | Családi házak állnak a helyén |
| Sashalmi temető          | XVI.    |                                | n. a.      | n. a.              | Helyén ma már egy erdősáv van, környéke illegális szemétlerakóhely. Volt régen izraelita temető is benne, de már annak sincs nyoma.           |
| Kisszentmihályi temető   | XVI.    |                                | 1905       | 1940-es évek       | Néhány sírkő maradt meg belőle. Közepén áll a Szvoboda János által emeltetett nagyméretű feszület. Mára már benőtte az erdő.                  |

### XVII. kerület
| Név                            | Kerület | Mai cím    | Létrejötte | Megszűnése   | Megjegyzés                                                                        |
| ------------------------------ | ------- | ---------- | ---------- | ------------ | --------------------------------------------------------------------------------- |
| Rákosligeti temető             | XVII.   |            | n. a.      | n. a.        | Családi házak állnak a helyén. Csak a román katonák sírjait tartották meg belőle. |
| Rákoscsabai evangélikus temető | XVII.   |            | n. a.      | 1980         |                                                                                   |
| Rákoscsabai katolikus temető   | XVII.   |            | n. a.      | 1910-es évek |                                                                                   |
| Rákoscsabai református temető  | XVII.   |            | n. a.      | n. a.        |                                                                                   |
| Rákoshegyi temető              | XVII.   | Bocskai u. | n. a.      | n. a.        | Helyét beépítették.                                                               |
| Rákoskeresztúri régi temető    | XVII.   | Gyökér u.  | n. a.      | n. a.        | Helyére az 1970-es, 1980-as években lakótelep épült.                              |

### XVIII. kerület
| Név                                          | Kerület | Mai cím | Létrejötte   | Megszűnése   | Megjegyzés |
| -------------------------------------------- | ------- | ------- | ------------ | ------------ | --- |
| Pestszentimrei temető Igricz utca            | XVIII.  |         | n. a.        | 1950-es évek | A Pestszentimrén található Igric utca - Nagykőrösi út sarkán álló sírkertet közel 50 éve felszámolták, mára már alig maradt 1-2 sír hírmondónak.(múlt-kor, 2004.) |
| Pestszentlőrinci (imrei) temető Felsőhalomi  | XVIII.  |         | n. a.        | 1950         | A Pestszentlőrinci (imrei) temető a jobb oldalt jelölt helyen volt. Az 1947-es nagy-budapesti térképen jelzik, hogy a jelenleg erdős terület a Kisfaludy utcától a Határ út meghosszabbított vonaláig teljesen beépített terület volt, sőt, tovább egészen az Alacskai útig. A temető a városhatáron volt, a gyáli oldalon, de Pestszentimréhez tartozott, mert Gyál még messze nem volt összeépülve Budapesttel (múlt-kor, 2004.)                                                                                      |
| Pestszentlőrinci régi temető                 | XVIII.  |         | n. a.        | 1950         | Áruház épült a helyén, a közvetlen szomszédságában lévő Izraelita temető érintetlen, a temetőt a XVIII-XIX. kerületi Izraelita Hitközség gondozza. |
| Pestszentlőrinci Ganz telepi temető          | XVIII.  |         | n. a.        | 1950         | A jelölés szerint található a Ganz telepi temető. A kisebb temetőket mára kivétel nélkül felszámolták, a legtöbbjének ma már nyoma sincs, így például a Ganz Ábrahám utcainak sem.(múlt-kor, 2004.) Helyén egy kis erdő van. A területet még nem bolygatták meg. 2013.decemberében már egy nyugdíjas otthon van a volt temető helyén. Egy keskeny földsáv maradt csak. |
| Pestszentlőrinci temető Közdűlő-Ipacsfa utca | XVIII.  |         | 1760-as évek | n. a.        | Az Ipacsfa utca helyén iparvágány vezetett a Cséry szemétbányákig. Ennek az iparvágánynak az É-i oldalán volt a temető a majdani Gilice tér (ahol már akkor is vízmű állt) felől a Nagykőrösi útra állított merőleges mentén, ami nagyjából a mai Közdűlő utca. (Forrás:Budapest emlékhelyei temetők) A temető keltezése az 1760-as évekre tehető levéltári információk alapján, egy uradalmi terület temetőjeként. A temető kőkeresztje (1810) és egy síremlék a Pestszentlőrinci Főplébánia kertjében van elhelyezve. |

### XXI. kerület
| Név                 | Kerület | Mai cím      | Létrejötte | Megszűnése | Megjegyzés |
| ------------------- | ------- | ------------ | ---------- | ---------- | ---------- |
| Csepeli régi temető | XXI.    | Csepel-Ófalu | n. a.      | 1920       |            |

### XXII. kerület
| Név                | Kerület | Mai cím                  | Létrejötte | Megszűnése   | Megjegyzés                                                                  |
| ------------------ | ------- | ------------------------ | ---------- | ------------ | --------------------------------------------------------------------------- |
| Budatétényi temető | XXII.   | 1223 Budapest, Terv utca | 1875       | 1950         | Néhány sírkő maradt meg belőle. 1950-ig használták. 1988-tól számolták fel. |
| Nagytétényi temető | XXII.   |                          | 1780       | 1950-es évek |                                                                             |

### XXIII. kerület
| Név                            | Kerület | Mai cím | Létrejötte | Megszűnése                   | Megjegyzés                                                                              |
| ------------------------------ | ------- | ------- | ---------- | ---------------------------- | --------------------------------------------------------------------------------------- |
| Soroksári temető (Déli temető) | XXIII.  |         | kb. 1740   | kb. 1945 (felszámolás: 1986) | Kb. 1740 óta temetkeztek ide, egészen a II. világháború idejéig. 1986-ban felszámolták. |